# Ágata de Rus
Ágata Svyatoslavna de Rus (em polonês/polaco:  Agafia; entre 1190 e 1195 — após 31 de agosto de 1247) foi princesa da Mazóvia e duquesa da Polônia pelo seu casamento com Conrado I da Mazóvia.

## Família
Ágata era filha de Sviatoslav III Igorevich, príncipe de Przemyśl e de Iaroslava Rurikovna.
Os seus avós paternos eram o príncipe Ígor, o Bravo e Iaroslavna (também chamada de Eufrosina) de Halych. Os seus avós maternos eram Rurik Rostislavich, grão-príncipe de Kiev e Ana de Turov.

## Biografia
Entre os anos de 1207 e 1210, Ágata chegou na Polônia para se casar com Conrado I da Mazóvia, filho de Casimiro II, o Justo e de Helena de Znojmo. O casamento se deu devido a razões políticas, pois o seu pai havido se aliado ao irmão, Lesco I, o Branco, e queria melhorar o relacionamento com a nobreza polaca. Eles foram casados por pelo menos trinta ou quarenta anos, o mais longo casamento da Dinastia Piast.  
Porém, nos anos seguintes houve brigas violentas entre seu pai e o irmão de Conrado, Lesco, o Branco, o duque de Sandomierz e Cracóvia. Cavaleiros poloneses e húngaros marcharam sobre Halicz, que foi capturada e saqueada. O pai de Ágata e seus dois tios, Roman e Rościsław, foram capturados. A afinidade não ajudou, pois todos foram enforcados. 
A duquesa apoiou o projeto de levar a Ordem Teutônica para o país, o que deu frutos em 1227, com a chegada do cavaleiro Hermann Balk, trazendo consigo os primeiros cavaleiros dos monges, que mais tarde se estabeleceram nas terras de Chełmno.  Conrado desejava fortalecer o seu poder na Cracóvia, sendo este o motivo da aliança com a Ordem militar.  Também era necessário proteger as fronteiras do norte do reino dos prussianos e iotvingios. 
Ágata também participou das assembleias de príncipes que ocorreram entre 1239 e 1241.  A duquesa foi patrona de instituições eclesiásticas, aceitando a fé cristã do marido, embora tenha sido criada na Igreja Ortodoxa. 
Em 1239, houve um crime envolvendo a família de Ágata. Tudo começou quando o filho deles, Casimiro, foi à corte de Henrique II, o Piedoso, em Breslávia, para se casar com a sua filha, Constança. Naquela época, Casimiro governava o distrito de Cujávia por conta própria, e o casamento com a filha do duque da Silésia era uma aliança política contra seu pai. O mediador nas negociações acabou sendo o chanceler de Conrado, cônego de Płock e ex-tutor de Casimiro, Jan Czapla. Quando a corte de Conrado em Płock descobriu isso, um verdadeiro juízo final começou. Jan Czapla foi primeiro jogado na prisão, depois foi torturado com um elaborado dispositivo de tortura chamado "cavalo" e, finalmente, foi enforcado publicamente. Repetindo o curso posterior dos acontecimentos nas palavras de Jan Długosz: "E quando ele morreu e foi retirado da primeira forca, vários frades dominicanos o carregaram para a cidade para enterrá-lo, a enfurecida princesa Ágata, sedenta por sangue sacerdotal, como a segunda Jezabel, tirou-o deles, ordenou que ele fosse colocado em uma carroça puxada por dois bois e enforcado novamente, na segunda forca preparada de propósito, perto da igreja de St. Bento no Vístula, ao lado da Catedral de Płock, para ser um impedimento e um espetáculo vergonhoso." 
A notícia do assassinato se espalhou rapidamente por todo o país. O arcebispo Pełka amaldiçoou Conrado e Ágata, e colocou toda a diocese sob interdito. Nas igrejas mazovianas, os sinos silenciaram, as missas foram interrompidas, não houve funerais e casamentos solenes. O casal ducal, temendo pelo destino de seu reinado, iniciou a penitência, tentando também resgatar sua culpa com um meio tão confiável quanto a generosidade. Conrado deu a Łowicz a catedral de Gniezno, e obteve perdão para ele e sua esposa. 

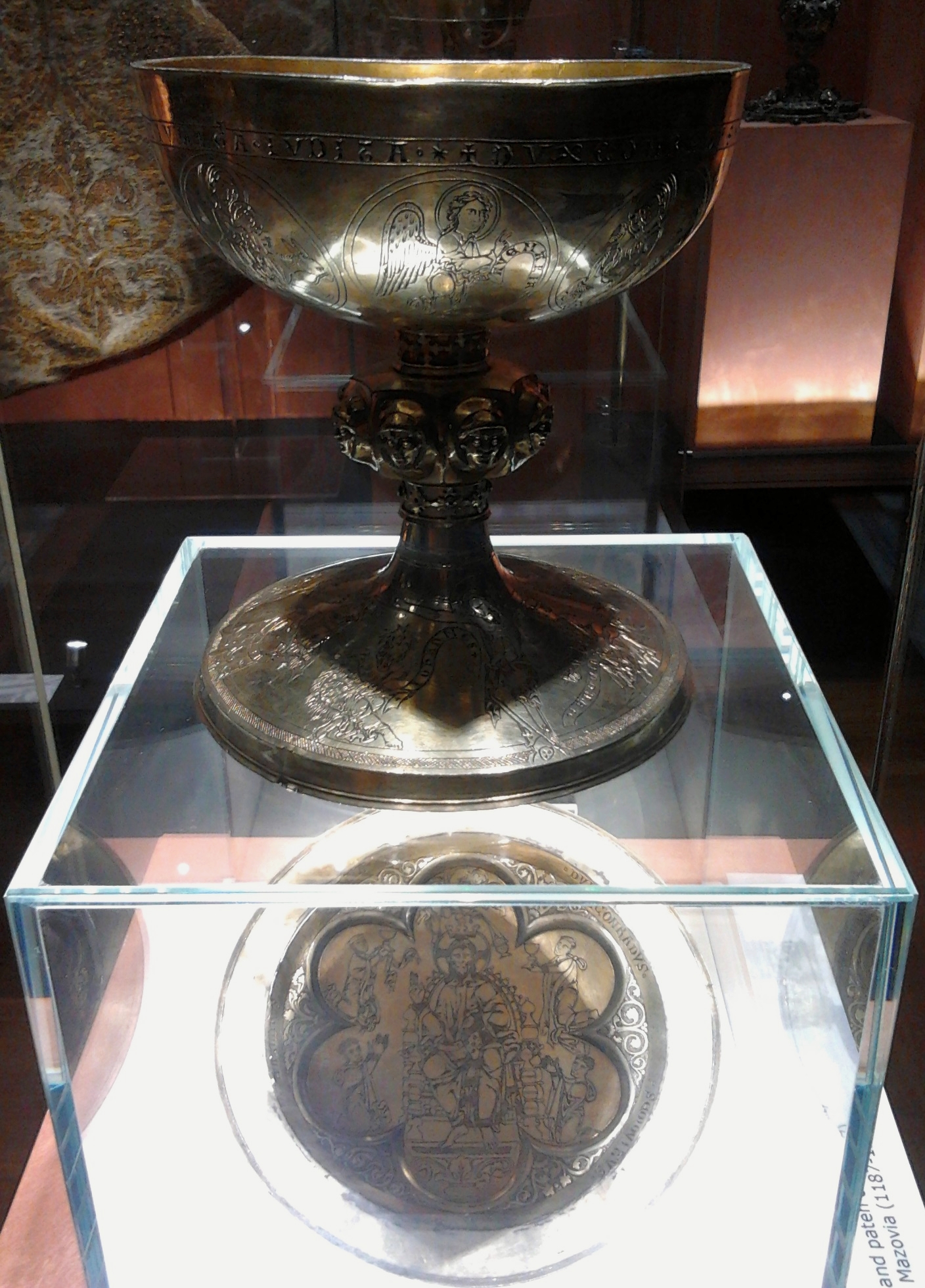
Cálice e patena de Conrado.

As imagens do casal e de seus filhos sobreviveram até nossos dias, porque foram colocadas no cálice que, junto com a patena, Conrado doou à catedral de Płock. Este vaso, feito de prata, é decorado com medalhões e inscrições. O artista gravou as figuras do casal principesco, e de seus filhos: Boleslau, Casimiro, Siemovito, Siemomislo e a filha Judite. O nome de Ágata foi assinado como Oafia, porque era assim que seu nome era pronunciado na época. 
O duque morreu em 31 de agosto de 1247, e sua viúva e seu filho, Siemowit, enterraram o príncipe na Catedral de Płock. No momento em que se despediram do pai e do marido para sempre, outro filho de Conrado, Casimiro, invadiu suas terras: Siewierz, e várias outras cidades menores. 
Presume-se que Ágata também foi enterrada na catedral de Płock. A coleção da Breslávia inclui uma casula de meados do século XII rica em inscrições - um presente de Ágata e seu filho Siemovito às freiras cistercienses em Trzebnica. Depois, foi para o mosteiro em Henryków. É conhecida como a casula de Santa Edwiges. 

## Descendência
- Boleslau I da Mazóvia (1208 – 25 de fevereiro de 1248), sucessor do pai. Casou duas vezes, primeiro com Gertrudes da Silésia, filha de Henrique II, o Piedoso e depois com Anastácia Alexandrovna de Belz, sua prima de primeiro grau, mas não teve filhos;
- Casimiro I da Cujávia (entre 1210 e 1213 – 14 de dezembro de 1267), duque da Cujávia. Sua primeira esposa foi Edviges, mas não tiveram filhos; depois foi casado com Constança da Breslávia, outra filha de Henrique, o Piedoso, e por fim foi marido de Eufrosina de Opole. Deixou descendência, sendo que um de seus filhos foi o rei Vladislau I da Polônia;
- Siemovito I da Mazóvia (c. 1215 – 23 de junho de 1262), sucessor do irmão. Foi casado com Pereyaslava de Halych, filha de Daniel da Galícia, rei da Rutênia, com quem teve três filhos;
- Eudóxia (1215 - 1240), esposa do conde Breny I de Wettin;
- Ludmila (n. antes de 1225), possivelmente fez parte da Ordem Premonstratense em Płock;
- Siemomislo (entre 1216 e 4 de julho de 1228 - entre 10 de julho e 18 de setembro de 1241), não deixou descendência;
- Salomé (entre 1220 e 1225 - depois de 30 de agosto de 1268), freira em Skała;
- Judite (entre 1222 e 1225 - 4 de dezembro entre 1257 e 1263), primeiro foi casada com Miecislau II, o Gordo, e depois com Henrique III, o Branco, filho de Henrique II, o Piedoso. Teve filhos;
- Dubraca  (c. 1230 – 1265);
- Miecislau (n. 1235), morreu na infância.